# Редингски университет
Редингският университет (на английски: University of Reading) е английски държавен изследователски университет, разположен в Рединг, Бъркшър, Югоизточна Англия, Великобритания. Университетът е основан през 1892 г. като Университетски колеж, Рединг, а статут на университет с кралска харта получава през 1926 г.

## Галерия
- Училище по бизнес „Хенли“
- Център ICMA
- „Фоксхил Хаус“, седалище на Училището по право
- Център по наука и технологии